# Lorraine-Dietrich Type GJ
Der Lorraine-Dietrich Type GJ ist eine Baureihe von Pkw-Modellen aus der Zeit um 1910. Dazu gehören Type CcGJ, Type CGJ, Type TGJ und Type RGJ. Hersteller war Lorraine-Dietrich in Frankreich.

## Beschreibung
Die Bauzeit war von 1909 bis 1911. Für den Type CcGJ ist der 22. Juni 1909 als Zulassungsdatum der nationalen Behörde bekannt. Vorgänger war der Type FJ und Nachfolger der Type HJ.
Konstrukteur des Motors war Giustino Cattaneo, der für das italienische Partnerunternehmen Isotta Fraschini tätig war. Er entwickelte einen Vierzylinder-Reihenmotor. Er ist als T-Kopf-Motor ausgeführt. Jeweils zwei Zylinder sind paarweise zusammengegossen. 110 mm Bohrung und 130 mm Hub ergeben 4942 cm³ Hubraum. Der Motor war damals in Frankreich steuerlich mit 20 CV eingestuft.
Der Motor ist vorn längs im Fahrgestell eingebaut. Er treibt über ein Vierganggetriebe die Hinterräder an. Die Bremse wirkt zeittypisch nur auf die Hinterachse.
Das Fahrgestell des Type CGJ hat 3030 mm Radstand und 1450 mm Spurweite. Type TGJ und Type RGJ, die es beide nur bis 1910 gab, haben 3280 mm bzw. 2800 mm Radstand, aber keine Angabe der Spurweite. Diese drei Ausführungen haben Kettenantrieb. Der Type CcGJ, den es ebenfalls nur bis 1910 gab, hat 3120 mm Radstand und Kardanantrieb, was auch durch das kleine c in der Typenbezeichnung kenntlich gemacht wurde.